# Martin Marietta
Tập đoàn Martin Marietta tiếng Anh: Martin Marietta Corporation là một công ty quốc phòng của Mỹ thành lập năm 1961 với việc sáp nhập Glenn L. Martin Company và Tập đoàn American-Marietta. Công ty hoạt động trong lĩnh vực hóa chất, hàng không vũ trụ và điện tử. Vào năm 1995, tập đoàn sáp nhập với tập đoàn Lockheed và hình thành nên Lockheed Martin.

## Lịch sử
Martin Marietta thành lập vào năm 1961 sau khi hợp nhất Glenn L. Martin Company và American-Marietta Corporation.
Martin, có trụ sở đặt tại Baltimore, chủ yếu hoạt động trong lĩnh vực hàng không vũ trụ như tên lửa, công ty này được biết đến là nhà phát triển chương trình dòng tên lửa ICBM/tên lửa đẩy Titan của Hoa Kỳ. American-Marietta có trụ sở đặt tại Chicago, chuyên sản xuất sơn, thuốc nhuộm, sản phẩm luyện kim, vật liệu xây dựng và các hàng hóa khác.

### Dòng thời gian
- 1961: Martin Marietta được thành lập từ sự sáp nhập Glenn L. Martin Company và American-Marietta Corporation
- 1963: Martin Marietta bắt đầu chế tạo nhà máy điện hạt nhân nổi MH-1A thuộc khuôn khổ Chương trình điện hạt nhân quân đội.
- 1975: Mua lại Hoskyns Group (công ty dịch vụ CNTT của Vương quốc Anh).
- 1986: Dành được hợp đồng chuyển đổi ICBM Titan II thành tên lửa đẩy vũ trụ. Martin Company là công ty đã đảm nhận chế tạo các ICBM Titan II nguyên thủy.
- 1987: Thành lập Electronics & Missiles Group, có trụ sở tại Orlando
- 1991: Electronics & Missiles Group trở thành thành viên của Electronics, Information & Missiles Group
- 1993: Mua GE Aerospace với giá 3 tỉ USD.
- 1993: Dành được hợp đồng quản lý cho Sandia National Laboratories
- 1993: Mua lại bộ phận hệ thống vũ trụ của General Dynamics, cơ quan chế tạo dòng tên lửa đẩy Atlas[7]
- 1994: Martin Marietta bắt đầu mở bán chứng khoán lần đầu tiên ra công chúng, được liệt kê tại sàn chứng khoán New York Stock Exchange với mã giao dịch MLM
- 1995: Martin Marietta sáp nhập với Lockheed Corporation tạo thành Lockheed Martin
- 1996: Lockheed Martin tách công ty Martin Marietta Materials thành công ty độc lập

## Các sản phẩm do công ty phát triển

### Aircraft
- Martin X-23 PRIME
  - Martin Marietta X-24A
  - Martin Marietta X-24B

### Tên lửa
- AGM-12 Bullpup
- AGM-62 Walleye
- Titan (dòng tên lửa)
  - HGM-25A Titan I
  - LGM-25C Titan II
  - Titan IIIA
  - Titan IIIB
  - Titan IIIC
  - Commercial Titan III
  - Titan IIID
  - Titan IIIE
  - Titan IV
  - Titan 23G
  - Titan 34D
- M712 Copperhead
- MGM-31 Pershing
- Pershing II
- MGM-51 Shillelagh
- MGM-118 Peacekeeper
- MGM-134 Midgetman
- FGM-148 Javelin
- AGR-14 ZAP
- ASALM
- Sprint (missile)
- Atlas (rocket family)
  - Atlas I
  - Atlas II

### Tàu vũ trụ
- Magellan (spacecraft)
- Mars Polar Lander
- Viking program
  - Viking 1
  - Viking 2
- WIND (spacecraft)

### UAV
- Martin Marietta Model 845
- AQM-127 SLAT